# Masashi Ueda

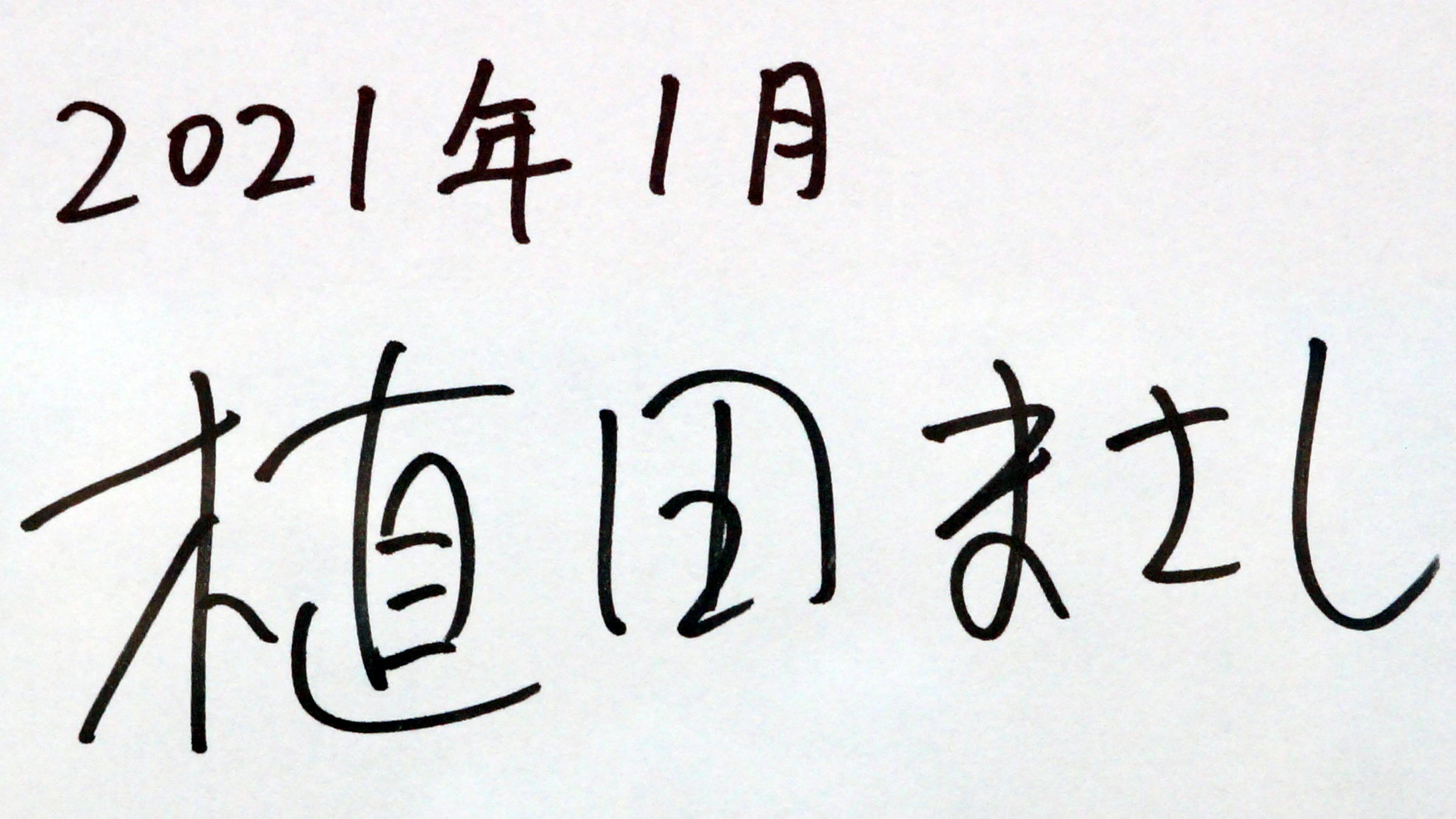
Assinatura de Masashi Ueda em 2021

Masashi Ueda, (em japonês: 植田 まさし) nascido em 27 de maio de 1974, em japonês:  植田 まさし Tóquio é um escritor e mangaka japonês.
Sua primeira banda desenhada foi em 1979 sobre um jogador de mahjong. Conhecido por ser autor em 1982 de コボちゃん (Kobo-chan), se realizaram 63 episódios para a televisão, lançados em 19 de outubro de 1992.
Em 1988, foi convocado pelas Nações Unidas no Ano Internacional da Alfabetização, visitou Nepal como um comissário especial. Em 1999, a Associação de Artistas de Banda desenhada do Japão outorgou-lhe um prêmio.
Em 1982 ganhou o Prêmio Magna Bungeishunju.
Algumas de suas obras são:
- 1982, Kobo-chan
- 1990, Furiten-kun